# DNAJC22
DNAJC22 (англ. DnaJ heat shock protein family (Hsp40) member C22) – білок, який кодується однойменним геном, розташованим у людей на 12-й хромосомі. Довжина поліпептидного ланцюга білка становить 341 амінокислот, а молекулярна маса — 38 086.
| 10         |  | 20         |  | 30         |  | 40         |  | 50         |
| ---------- |  | ---------- |  | ---------- |  | ---------- |  | ---------- |
| MAKGLLVTYA |  | LWAVGGPAGL |  | HHLYLGRDSH |  | ALLWMLTLGG |  | GGLGWLWEFW |
| KLPSFVAQAN |  | RAQGQRQSPR |  | GVTPPLSPIR |  | FAAQVIVGIY |  | FGLVALISLS |
| SMVNFYIVAL |  | PLAVGLGVLL |  | VAAVGNQTSD |  | FKNTLGSAFL |  | TSPIFYGRPI |
| AILPISVAAS |  | ITAQRHRRYK |  | ALVASEPLSV |  | RLYRLGLAYL |  | AFTGPLAYSA |
| LCNTAATLSY |  | VAETFGSFLN |  | WFSFFPLLGR |  | LMEFVLLLPY |  | RIWRLLMGET |
| GFNSSCFQEW |  | AKLYEFVHSF |  | QDEKRQLAYQ |  | VLGLSEGATN |  | EEIHRSYQEL |
| VKVWHPDHNL |  | DQTEEAQRHF |  | LEIQAAYEVL |  | SQPRKPWGSR |  | R          |

A: Аланін

C: Цистеїн

D: Аспарагінова кислота

E: Глутамінова кислота

F: Фенілаланін

G: Гліцин

H: Гістидин

I: Ізолейцин

K: Лізин

L: Лейцин

M: Метіонін

N: Аспарагін

P: Пролін

Q: Глутамін

R: Аргінін

S: Серин

T: Треонін

V: Валін

W: Триптофан

Кодований геном білок за функцією належить до шаперонів. 
Локалізований у мембрані.